# Ruige gaststeekmier
De ruige gaststeekmier (Myrmica hirsuta) is een mierensoort uit de onderfamilie van de Myrmicinae. De wetenschappelijke naam van de soort is voor het eerst geldig gepubliceerd in 1978 door Elmes.